# جرذ الأرز الخمري
جرذ الأرز الخمري (الاسم العلمي: Oryzomys russatus) (بالإنجليزية: Russet Oryzomys)‏ هو نوع من الحيوانات يتبع جنس جرذ الأرز من الفصيلة القدادية.